# Liste des voies de Levallois-Perret
Cet article donne une liste des voies de Levallois-Perret.

## A

Rue Anatole France

- Allée Alfred-Sisley
- Rue Antonin-Raynaud
- Rue Albert-de-Vatimesnil
- Rue d'Alsace
- Avenue André-Malraux
- Square André-Malraux
- Rue Anatole-France
- Rue André-Citroën
- Rue de l'Aspirant-Dargent
- Rue Antonin-Raynaud
- Rue Aristide-Briand
- Allée Auguste-Renoir

## B

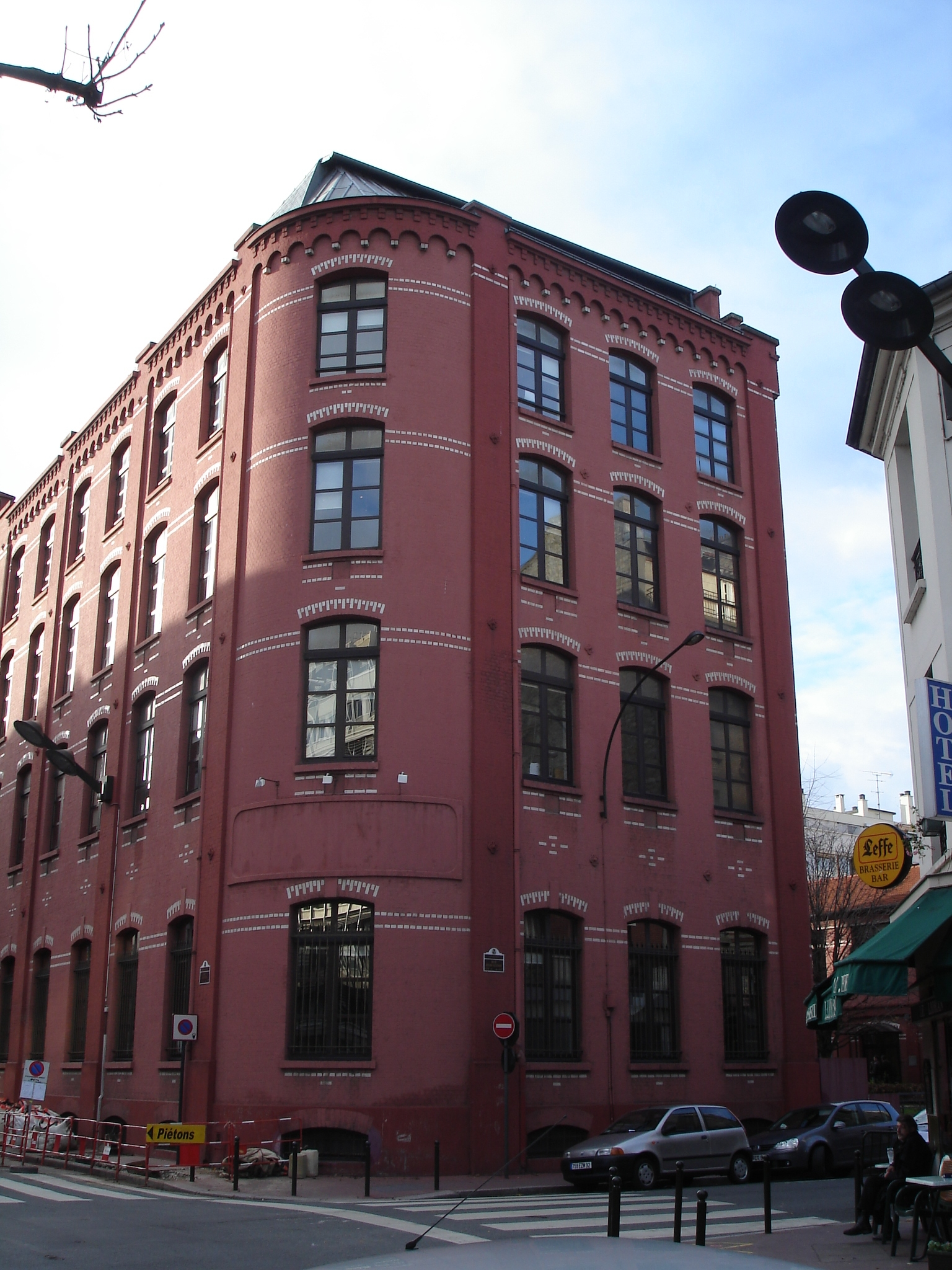
Rue Baudin

- Rue Bara
- Rue Barbès
- Rue Baudin
- Rue Belgrand
- Rue Bellanger
- Boulevard Bineau
- Rue de Bretagne

## C
- Rue Camille-Desmoulins
- Rue Camille-Pelletan
- Rue Carnot
- Rue Chaptal
- Villa Chaptal
- Rue Charles-Deutschmann
- Rue Clément-Bayard
- Rue Cino-Del-Duca
- Quai Charles-Pasqua
- Allée Claude-Monet
- Rond-Point Claude-Monet
- Rue Collange

## D
- Allée Daniel-Gey
- Rue Danton
- Rue Deguingand
- Rue du Docteur-Dumont

## E
- Rue Édouard-Vaillant
- Rue Ernest-Cognacq
- Place d'Estienne-d'Orves
- Avenue de l'Europe

## F
- Rue Charles-Faurie

## G
- Rue Gabriel-Péri
- Rue de la Gare
- Avenue Georges-Pompidou
- Place Georges-Pompidou
- Avenue du Général-de-Gaulle
- Place du Général Leclerc
- Impasse Genouville
- Impasse Gravel
- Rue Greffhule
- Rue Gustave-Eiffel

## H
- Rue Henri-Barbusse
- Allée Henri-Matisse
- Rue Hoche

## J
- Rue Jacques-Ibert
- Rue Jacques-Mazaud
- Rue Jean-Gabin
- Rue Jean-Jaurès
- Place Jean-Zay
- Rue Jules-Guesde
- Rue Jules-Verne
- Rue Victor-Hugo

## K
- Rue Kléber

## L

Rue Louise-Michel

- Rue Léon-Jamin
- Pont de Levallois
- Place de la Libération
- Rue de Lorraine
- Allée Louis-Blanc
- Rue Louis-Rouquier
- Rue Louise-Michel
- Allée Louison-Bobet

## M
- Rue Marceau
- Rue Marcel-Cerdan
- Place Marie-Jeanne-Bassot
- Rue Marius-Aufan
- Rue Marjolin
- Rue des Marronniers
- Rue Maryse-Hilsz
- Rue Mathilde-Girault
- Rue Maurice-Ravel

## P

Rue du Président-Wilson

- Rue Pablo-Neruda
- Allée Pablo-Picasso
- Rue Pasquier
- Rue Pasteur
- Rue Paul-Vaillant-Couturier
- Rue Pierre-Brossolette
- Allée Pierre-Burelle
- Avenue de la Porte-de-Villiers
- Rue du Président-Wilson

## R
- Rue Raspail
- Place de la République
- Rue Rivay

## T
- Rue Trébois
- Rue Trézel

## V

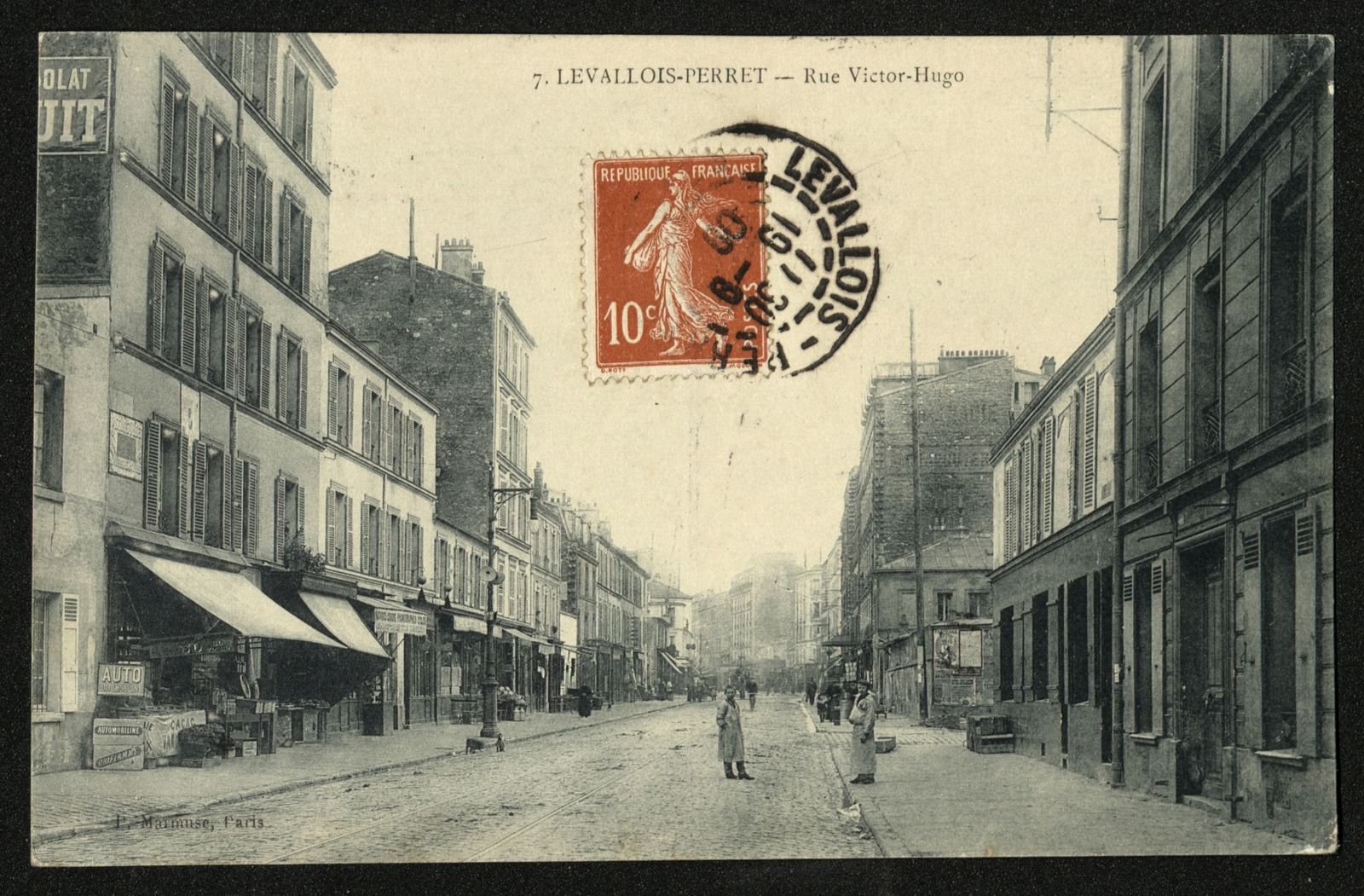
Rue Victor-Hugo

- Rue Victor-Hugo
- Rue de Villiers
- Place de Verdun
- Rue Vergniaud
- Rue Voltaire

## Y
- Allée Youri-Gagarine